# D Double E
Даррен Діксон (нар. 19 січня 1980), відомий як D Double E, — британський грайм-МС, ді-джей і продюсер із Форест Гейт, Східний Лондон. Має ямайське коріння.
Виступає як сольний виконавець та як учасник грайм-дуету Newham Generals.

## Кар'єра
D Double E працює більше ніж 20 років, розпочав кар'єру в музиці джангл і герідж. У середині 1990-х був діджеєм і виступав під псевдонімом DJ Dan. У той час був членом команди під назвою Bass Inject разом із Terror Danjah та DJ Tempo. В 1998 році Terror і D Double E утворили драм-н-бейс-колектив Reckless Crew, який грав сети на Rinse FM, RWD. Був членом раннього грайм-колективу N.A.S.T.Y Crew, який залишив після суперечки у 2004 році. Потім заснував групу Newham Generals разом з Monkstar і Footsie. Група залишається активною як дует, що складається з D Double E та Footsie. Він і Newham Generals підписали контракт з лейблом Dirtee Stank Діззі Раскала.
Як сольний виконавець, D Double E випускає «Street Fighter Riddim», «Bluku, Bluku», «Bad 2 tha Bone», «Lovely Jubbly» і «Wolly». Відомий тим, що використовує такі вокалізації, як «bud-a-bup-bup» і «it's mree, mree». Колега MC Skepta одного разу назвав його «найвеличнішим усіх часів», а Діззі Раскал відзначав, що він був одним з артистів, які надихнули його стати MC.
IKEA запросила D Double E створити спеціальний саундтрек для різдвяної кампанії 2019 року, що стало першим випадком використання жанру грайм-музики в сезонній рекламі.

## Дискографія

### Студійні альбоми
Jackuum! (2018)
D.O.N (2020)

### EP
- Bluku Bluku (2011)
- Pumpin' It Out (2012)